# Aglaodiaptomus kingsburyae
Aglaodiaptomus kingsburyae là một loài động vật giáp xác trong họ Diaptomidae. Chúng là loài đặc hữu của Hoa Kỳ.